# Bahiataggstjärt
Bahiataggstjärt (Synallaxis cinerea) är en fågel i familjen ugnfåglar inom ordningen tättingar.

## Utseende och läte
Bahiataggstjärten är en 16 cm lång taggstjärt i rostrött och brunt. Hjässan, vingarna och stjärnen är rostbruna, medan ovansidan är varmbrun med olivfärgad anstrykning. På huvudet syns ett tydligt beigefärgad ögonbrynsstreck bakom ögat och mörkt blygrått ansikte. Strupen är grå med ljusare små fläckar, övergående i mörkare blygrått på buken. Sången som upprepas konstant är tydligt tvåstavig och rätt mörk.

## Utbredning och systematik
Arten förekommer i östra Brasilien (Bahias inland och södra del samt nordöstra Minas Gerais). Den behandlas som monotypisk, det vill säga att den inte delas in i några underarter.

## Status
Bahiataggstjärten har ett begränsat utbredningsområde och tros minska i antal, så pass att internationella naturvårdsunionen IUCN länge betraktat den som utrotningshotad. Arten har sedermera hittats i på fler lokaler och beståndet är troligen större än man tidigare trott. Från och med 2016 kategoriseras den därför istället som nära hotad. Världspopulationen uppskattas till mellan 4 400 och 13 200 vuxna individer.